# Dan Spring
Pour les articles homonymes, voir Spring.
Dan Spring (né le 31 octobre 1951 à Rossland en Colombie-Britannique au Canada) est un joueur professionnel de hockey sur glace.

## Biographie
Spring commence sa carrière en 1969-1970 en jouant dans la Ligue de hockey de l'Ouest du Canada. Il est choisi lors du repêchage amateur de la Ligue nationale de hockey par les Black Hawks de Chicago en tant que douzième choix de la première ronde, Guy Lafleur étant le premier choix du repêchage par les Canadiens de Montréal. Il ne rejoint pas pour autant l'équipe de la LNH et rejoint les rangs de la Ligue centrale de hockey.
Il ne jouera finalement jamais dans la LNH mais en 1973-1974 joue pour les Jets de Winnipeg de l'Association mondiale de hockey. Il y passe deux saisons puis joue une autre saison avec les Oilers d'Edmonton.

## Statistiques
| Saison     | Équipe                | Ligue      |     | Saison régulière | Saison régulière | Saison régulière | Saison régulière | Saison régulière |   | Séries éliminatoires | Séries éliminatoires | Séries éliminatoires | Séries éliminatoires | Séries éliminatoires |
| Saison     | Équipe                | Ligue      | PJ  | B                | A                | Pts              | Pun              | PJ               | B | A                    | Pts                  | Pun                  |                      |                      |
| 1969-1970  | Oil Kings d'Edmonton  | LHOC       |     |                  |                  |                  |                  |                  |   |                      |                      |                      |                      |                      |
| 1969-1970  | Generals d'Oshawa     | AHO        | 8   | 1                | 4                | 5                | 16               |                  |   |                      |                      |                      |                      |                      |
| 1970-1971  | Oil Kings d'Edmonton  | LHOC       | 65  | 43               | 79               | 122              | 44               |                  |   |                      |                      |                      |                      |                      |
| 1971-1972  | Black Hawks de Dallas | LCH        | 59  | 10               | 28               | 38               | 35               | 3                | 1 | 2                    | 3                    | 0                    |                      |                      |
| 1972-1973  | Black Hawks de Dallas | LCH        | 47  | 12               | 21               | 33               | 14               |                  |   |                      |                      |                      |                      |                      |
| 1973-1974  | Jets de Winnipeg      | AMH        | 66  | 8                | 16               | 24               | 8                | 4                | 0 | 1                    | 1                    | 0                    |                      |                      |
| 1974-1975  | Jets de Winnipeg      | AMH        | 60  | 19               | 24               | 43               | 22               |                  |   |                      |                      |                      |                      |                      |
| 1975-1976  | Oilers d'Edmonton     | AMH        | 75  | 12               | 11               | 23               | 8                | 2                | 1 | 1                    | 2                    | 0                    |                      |                      |
| 1976-1977  | Royals de Cranbrook   | WIHL       |     | 16               | 11               | 27               | 4                |                  |   |                      |                      |                      |                      |                      |
| 1977-1978  | Royals de Cranbrook   | WIHL       |     | 26               | 48               | 74               | 0                |                  |   |                      |                      |                      |                      |                      |
| Totaux AMH | Totaux AMH            | Totaux AMH | 201 | 39               | 51               | 90               | 38               | 6                | 1 | 2                    | 3                    | 0                    |                      |                      |